# Hylophylax
Hylophylax Ridgway, 1909 è un genere di uccelli passeriformi appartenente alla famiglia Thamnophilidae.

## Tassonomia
Comprende le seguenti specie:
- Hylophylax naevioides (Lafresnaye, 1847) - mangiaformiche maculato
- Hylophylax naevius (Gmelin, JF, 1789) - mangiaformiche dorsomacchiato
- Hylophylax punctulatus (Des Murs, 1856) - mangiaformiche dorsopuntinato